# Marco Foscarini

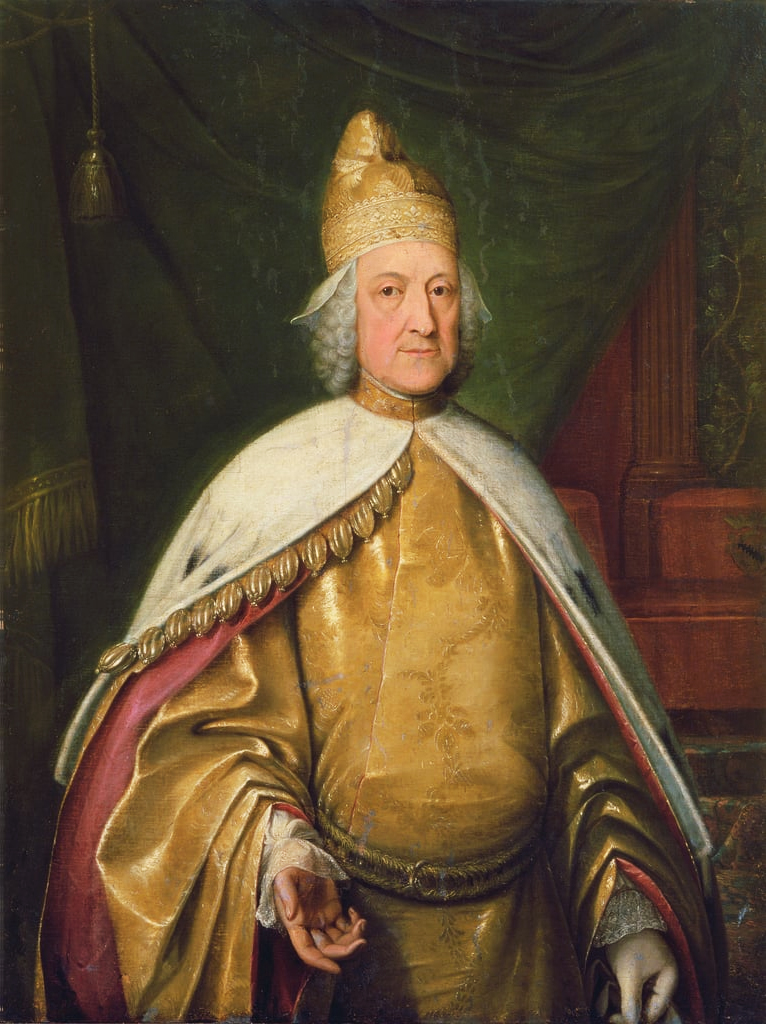
Marco Foscarini.

Marco Foscarini, född den 4 februari 1696 i Venedig, död där den 31 mars 1763, var doge i Republiken Venedig från den 31 maj 1762 till sin död.
Foscarini beklädde efter en vetenskaplig och diplomatisk karriär 1762 dogevärdigheten. Han påbörjade en utmärkt venetiansk litteraturhistoria, Della letteratura Veneziana, varav en del utkom 1752.